# شاشیکالا
شاشیکالا (انگلیسی: Shashikala؛ (زادهٔ ۴ اوت ۱۹۳۲) بازیگر سینما و بازیگر تلویزیون اهل هند بود.

## فیلم‌شناسی
- جنگلی
- آرتی
- صاحب
- در دامنه هیمالیا
- گل و سنگ
- نیلا آکاش
- قانون
- سوجاتا
- همسر و همسر
- گاما
- نیلوفر آبی
- ضربات زنگ
- یک شب بارانی
- جهان آرا
- کرم شب‌تاب
- آهسته آهسته
- رابطه منحصربه‌فرد
- یک تعامل مختصر